# Tlo (list)
Tlo - tjedni list omladine bio je hrvatski omladinski časopis. S izlaženjem je počeo 1969. godine. Izlazio je kao promjenjivo, većinom kao tjednik.
Od 1971. nosi naslov Tjedni list omladine Hrvatske. Ugašen je 1972. godine.
Glavni urednici časopisa bili su Ivan Rogić, Darko Bekić i Stjepan Čuić.
Sveukupno su izašla 62 broja časopisa: prvi broj izašao je 7. svibnja 1969., a posljednji dvobroj (br. 61/62) 10. lipnja 1972.
Časopis su pokrenuli Miroslav Tuđman, Ivan Rogić i Ivan Starčević.
Za časopis je tijekom 1971. pisao i Milan Ivkošić.